# شهرك بازرغان (كوهستان)
شهرك بازرغان (بالفارسية: شهرک بازرگان) هي قرية تقع في إيران في Kuhestan Rural District. يقدر عدد سكانها بـ 501 نسمة بحسب إحصاء 2016.